# Étréchy, Marne

Étréchy este o comună în departamentul Marne, Franța. În 2009 avea o populație de 122 de locuitori.